# Éterpigny (Somme)
Éterpigny é uma comuna francesa na região administrativa de Altos da França, no departamento de Somme. Estende-se por uma área de 4,05 km². Em 2010 a comuna tinha 166 habitantes (densidade: 41 hab./km²).